# BO Водолея
BO Водолея (лат. BO Aquarii) — одиночная переменная звезда в созвездии Водолея на расстоянии приблизительно 8057 световых лет (около 2470 парсеков) от Солнца. Видимая звёздная величина звезды — от +12,62m до +11,51m.

## Характеристики
BO Водолея — белая пульсирующая переменная звезда типа RR Лиры (RRAB) спектрального класса A8-F1 или kA7hF1. Эффективная температура — около 6498 К.